# Spigelia ambigua
Spigelia ambigua är en tvåhjärtbladig växtart som beskrevs av John Wright. Spigelia ambigua ingår i släktet Spigelia och familjen Loganiaceae. Inga underarter finns listade i Catalogue of Life.